# Kevin Kwan
Kevin Kwan (Singapore, 1973) è uno scrittore singaporiano naturalizzato statunitense, noto per essere l'autore della trilogia satirica-chick lit Crazy Rich Asians.
Nel 2014, Kwan è stato nominato uno dei cinque scrittori da tenere d'occhio nell'elenco degli autori più potenti di Hollywood secondo The Hollywood Reporter. Nel 2018 è entrato nella lista delle 100 persone più influenti della rivista Time, ed è stato inserito nella "The Asian Hall of Fame".

## Biografia
Kevin Kwan è nato a Singapore, il più giovane di tre fratelli, in una famiglia cinese-singaporiana benestante e consolidata. Suo bisnonno, Oh Sian Guan, fu uno dei fondatori della più antica banca di Singapore, la Oversea-Chinese Banking Corporation. Suo nonno paterno, Sir Arthur Kwan Pah Chien, era un oculista e il primo specialista di Singapore formato secondo gli standard occidentali; per il suo impegno filantropico, fu insignito del titolo di cavaliere dalla regina Elisabetta II.
La moglie di Sir Arthur, la nonna paterna di Kevin, Egan Oh – conosciuta come Lady Kwan – era una nota debuttante, divenuta una figura di spicco della vita mondana dopo il matrimonio. Il nonno materno di Kwan, il reverendo Paul Hang Sing Hon, fondò la Hinghwa Methodist Church. Kwan è anche imparentato con l’attrice statunitense di origine hongkonghese Nancy Kwan e con Richard Hu, ex ministro delle finanze di Singapore, cugino di suo padre.
Durante l’infanzia a Singapore, Kwan frequentò l’Anglo-Chinese School e visse con i nonni paterni. Suo padre, ingegnere, e sua madre, pianista, si trasferirono con la famiglia negli Stati Uniti quando Kevin aveva 11 anni. Si stabilirono a Clear Lake, in Texas, dove Kevin frequentò la Clear Lake High School, diplomandosi a soli 16 anni.
Successivamente studiò al San Jacinto College e poi alla University of Houston-Clear Lake, dove conseguì una laurea in Media Studies. Si trasferì poi a Manhattan per frequentare la Parsons School of Design e ottenere una laurea in Belle Arti con specializzazione in Fotografia. A New York ha lavorato per Interview Magazine, Martha Stewart Living e lo studio di design M\&Co di Tibor Kalman. Nel 2000 fondò il proprio studio creativo, lavorando per clienti come TED.com, il Museum of Modern Art e il The New York Times.
Il 22 agosto 2018, il Ministero della Difesa di Singapore ha dichiarato che Kevin Kwan è ricercato per aver violato l’obbligo del servizio militare nazionale. Secondo il Ministero, Kwan non si è registrato per il servizio nel 1990 e ha vissuto all’estero senza il permesso necessario, nonostante si sia trasferito fuori da Singapore all’età di 11 anni. Nel 1994, la sua richiesta di rinuncia alla cittadinanza singaporiana senza aver svolto il servizio militare, così come il successivo ricorso, sono stati respinti. In base all’Enlistment Act, Kwan rischia una multa fino a 10.000 dollari e una pena detentiva fino a tre anni.

## Opere

### Trilogia diCrazy Rich Asians
1. Asiatici ricchi da pazzi (Crazy Rich Asians, 2013)
2. La fidanzata cinese (China Rich Girlfriend, 2015)
3. Rich People Problems (2017)

### Altre opere
- Sex and Vanity (2020)
- Lies and Weddings (2024)